# Megatryphon mortiferus
Megatryphon mortiferus là một loài tò vò trong họ Ichneumonidae.